# Radsia barnesii
Radsia barnesii is een keverslakkensoort uit de familie van de Chitonidae. De wetenschappelijke naam van de soort is voor het eerst geldig gepubliceerd in 1828 door Gray.